# 李乂
李乂（657年—716年），本名尚真，一作字尚真，唐朝大臣，赵州房子县（今河北省临城县）人。
李乂年轻时以文章知名。唐高宗永隆年间进士。武则天长安年间，为监察御史，弹劾上奏无所顾忌。唐中宗景龙年间转任中书舍人、修文馆学士，知制诰。唐睿宗景云元年（710年），进吏部侍郎，与宋璟等主选举，铨叙平允，时称公正。请托不得通行，时人称道他：“李下无蹊径。”转任黄门侍郎，封中山郡公。不合理的制敕，多被他主持的门下省改正。太平公主干政，想要让李乂归附她，李乂坚决推辞。唐玄宗开元初年，为紫微侍郎、吏部尚书，受诏同苏颋纂集起居注。在刑部尚书任上去世。卒年六十八岁，谥号贞。他方雅有学识，时称有宰相器。与兄李尚一、李尚贞合著《李氏花萼集》二十卷，已佚。

## 传记资料
- 《旧唐书》卷101
- 《新唐书》卷119